# Joe Sawyer
Pour les articles homonymes, voir Sawyer.
Joe Sawyer (de son vrai nom Joseph Sauers) est un acteur, scénariste et producteur canadien né le 29 août 1906 à Guelph (Ontario), mort le 21 avril 1982 à Ashland (Oregon). Son rôle le plus connu est certainement celui du Sergent O'Hara dans la série Rintintin.
Il est parfois crédité Joseph Sawyer.

## Biographie
Sawyer est né le 29 août 1906 sous le nom de Joseph Sauers à Guelph, Ontario, Canada. Ses parents étaient allemands. À la vingtaine, il est allé à Los Angeles pour poursuivre une carrière dans le cinéma.
Sawyer est décédé le 21 avril 1982 à Ashland, Oregon, d'un cancer du foie. Il avait 75 ans. Son inhumation a eu lieu dans l'Oregon.

## Filmographie
comme acteur

### Années 1930
- 1929 : Campus Sweethearts
- 1931 : New Adventures of Get Rich Quick Wallingford de Sam Wood : Willis the Newspaper Reporter
- 1931 : Surrender de William K. Howard : Muller
- 1931 : Maker of Men : Bennett the Monroe Coach
- 1931 : New Adventures of Get Rich Quick Wallingford de Sam Wood
- 1932 : Arsène Lupin : Leroux
- 1932 : Shopworn : (uncredited)
- 1932 : Young Bride : Library Patron Seeking Aphrodite
- 1932 : Le Bel Étudiant (Huddle) de Sam Wood : Orville Slater
- 1932 : Forgotten Commandments : Ivan Ivanovitch
- 1933 : Olsen's Big Moment : 'Dapper' Danny Reynolds
- 1933 : Dans tes bras (Hold Your Man) : Policeman at reformatory
- 1933 : College Humor de Wesley Ruggles : Tex
- 1933 : La Lune à trois coins (Three-Cornered Moon) d'Elliott Nugent : Swimming pool director
- 1933 : Golden Harvest :
- 1933 : Saturday's Millions : Coach
- 1933 : Ace of Aces de J. Walter Ruben : Capt. Daly
- 1933 : College Coach : Holcomb
- 1933 : La Boule rouge (Blood Money) : Red
- 1933 : Eskimo : Sergeant Hunt
- 1933 : Jimmy and Sally : Slug Morgan
- 1933 : L'Irrésistible (Son of a Sailor) : Slug
- 1934 : Wharf Angel
- 1934 : Jimmy the Gent de Michael Curtiz : Mike
- 1934 : Tempête sur la ligne (Looking for Trouble) de William A. Wellman : Henchman Max
- 1934 : Sing and Like It : Gunner - Hood
- 1934 : L'Espionne Fräulein Doktor (Stamboul Quest) de Sam Wood : Soldier Escorting Doktor
- 1934 : The Notorious Sophie Lang : Building Guard
- 1934 : Death on the Diamond de Edward Sedgwick : Duncan 'Dunk' Spencer
- 1934 : The Case of the Howling Dog d'Alan Crosland : Carl Trask
- 1934 : Against the Law : McManus
- 1934 : Gridiron Flash : Coach Eversmith
- 1934 : Prescott Kid : Marshal Willoughby
- 1934 : College Rhythm : Spud Miller
- 1934 : The Westerner de David Selman : Bob Lockhart
- 1934 : La Métisse (Behold My Wife) : Morton, Michael's chauffeur
- 1934 : The Band Plays On : Mr. Thomas
- 1934 : Sequoia : Forest Ranger
- 1935 : Toute la ville en parle (The Whole Town's Talking) de John Ford : Nick (Mannion's henchman)
- 1935 : L'Infernale Poursuite (Car 99) de Charles Barton : Whitey, burly henchman
- 1935 : Eight Bells : Gates
- 1935 : Le Mouchard (The Informer) de John Ford : Bartly Mulholland
- 1935 : Air Hawks (en) d'Albert S. Rogell : Bit Role
- 1935 : The Arizonian de Charles Vidor : Shot-Gun Keeler
- 1935 : Le Gondolier de Broadway (Broadway Gondolier) de Lloyd Bacon : Red
- 1935 : L'Homme sur le trapèze volant (Man on the Flying Trapeze) : Ambulance driver
- 1935 : Little Big Shot : Doré's henchman
- 1935 : Agent spécial (Special agent) : Rich, Chief Henchman
- 1935 : Moonlight on the Prairie : Luke Thomas
- 1935 : La Femme traquée (I Found Stella Parish) de Mervyn LeRoy : Chuck
- 1935 : Émeutes (Frisco Kid) de Lloyd Bacon : Slugs Crippen
- 1935 : Man of Iron : Crawford
- 1936 : Freshman Love (en) de William C. McGann : Coach Kendall
- 1936 : The Petrified Forest : Jackie Cooper
- 1936 : The Leathernecks Have Landed (en) d'Howard Bretherton : Sgt. Regan
- 1936 : Le Mort qui marche (The Walking Dead) : 'Trigger' Smith
- 1936 : Le Médecin de campagne (The Country Doctor) : Joe
- 1936 : La Mascotte de la marine (Pride of the Marines) : Tennessee
- 1936 : Empreintes digitales (Big Brown Eyes) : Jack Sully
- 1936 : Special Investigator : Jim 'Jimmy' Plummer
- 1936 : The Last Outlaw : Henchman
- 1936 : And Sudden Death : Sgt. Sanborn
- 1936 : High Tension (en) d'Allan Dwan : Terry Madden
- 1936 : A Son Comes Home (en) d'Ewald André Dupont : First Truck Driver
- 1936 : L'Agent cyclone (en) (Crash Donovan) de William Nigh et Jean Negulesco : Henchman
- 1936 : Calibre neuf millimètres (Murder with Pictures) de Charles Barton : Inspector Tom Bacon
- 1936 : Le Billet fatal (Two in a Crowd) : Bonelli's Henchman
- 1936 : Rose Bowl : Announcer
- 1936 : Le Doigt qui accuse (The Accusing Finger) : Priest
- 1936 : Ennemis publics (Great Guy) : Joe Burton
- 1937 : La Légion noire (Black Legion) : Cliff Moore (Credits) / Cliff Summers
- 1937 : Rusty, le vantard (Navy Blues) : Chips
- 1937 : Motor Madness : Steve Dolan
- 1937 : On lui donna un fusil (They Gave Him a Gun) : Doyle (gangster)
- 1937 : Rivalité (Slim) de Ray Enright : Windy Wilcox
- 1937 : Midnight Madonna : Wolfe
- 1937 : A Dangerous Adventure (en) de D. Ross Lederman : Dutch
- 1937 : San Quentin : Carl G. 'Sailor Boy' Hanson
- 1937 : Reported Missing : Brad Martin
- 1937 : The Lady Fights Back : Jannsen
- 1937 : Behind the Criminal
- 1938 : La Revanche de Tarzan (Tarzan's Revenge) : Olaf Punch, Safari Guide
- 1938 : Stolen Heaven : Bako
- 1938 : Passport Husband de James Tinling : Duke Selton
- 1938 : Heart of the North : Red Crocker
- 1938 : Tempête (The Storm) de Harold Young : Kelly, Wireless Operator
- 1938 : Always in Trouble : Buster Mussendorfer
- 1938 : Gambling Ship : Tony Garzoni
- 1939 : My Son Is a Criminal : Policeman
- 1939 : Le Châtiment (You Can't Get Away with Murder) : Red
- 1939 : The Lady and the Mob : Blinky Mack
- 1939 : Pacific Express (Union Pacific) : Shamus
- 1939 : Les Aveux d'un espion nazi (Confessions of a Nazi Spy) : Werner Renz
- 1939 : Inside Information : Grazzi
- 1939 : L'Aigle des frontières (Frontier Marshal) : Curley Bill
- 1939 : J'ai volé un million (I Stole a Million) de Frank Tuttle : Billings
- 1939 : Rio : Prison Guard
- 1939 : Sabotage : Gardner
- 1939 : Les Fantastiques Années 20 (The Roaring Twenties) de Raoul Walsh : The Sergeant (Pete Jones)
- 1939 : The Man from Montreal de Christy Cabanne : Biff Anders

### Années 1940
- 1940 : Les Raisins de la colère (The Grapes of Wrath) : comptable
- 1940 : Honeymoon Deferred (en) de Lew Landers : Détective James
- 1940 : Destins dans la nuit (The House Across the Bay) : Charlie
- 1940 : Women Without Names : Principal Keeper Grimley
- 1940 : L'Escadron noir (Dark Command) : Bushropp (guerrilla)
- 1940 : King of the Lumberjacks : Jigger, le bûcheron
- 1940 : Lucky Cisco Kid (en) : Bill Stevens
- 1940 : Wildcat Bus : Burke
- 1940 : Les Hommes de la mer (The Long Voyage Home) : Davis
- 1940 : Melody Ranch (en) de Joseph Santley : Jasper Wildhack
- 1940 : The Border Legion : Jim Gulden
- 1940 : La Piste de Santa Fé (Santa Fe Trail) : Kitzmiller
- 1941 : Down in San Diego : Dutch
- 1941 : Une femme à poigne (The Lady from Cheyenne) : 'Noisy' Burkett, acolyte
- 1941 : Sergent York (Sergeant York) : Sergent Early
- 1941 : Tanks a Million : Sergt. William Ames
- 1941 : La Reine des rebelles (Belle Starr) : John Cole
- 1941 : Le Dernier des Duane (Last of the Duanes) de James Tinling : Bull Lossomer
- 1941 : ''Down Mexico Way (en) de Joseph Santley : Allen
- 1941 : Jimmy s'en va-t-en guerre (You're in the Army Now) de Lewis Seiler : Sgt. Madden
- 1941 : L'Étang tragique (Swamp Water) : Hardy Ragan
- 1941 : La Charge fantastique (They Died with Their Boots On) : Sgt. Doolittle
- 1942 : Hay Foot : sergent Ames
- 1942 : Brooklyn Orchid : Eddie Corbett
- 1942 : Sundown Jim de James Tinling : Ben Moffitt
- 1942 : About Face : sergent William Ames
- 1942 : Paramount Victory Short No. T2-1: A Letter from Bataan : Roy, le bau-frère de John Brother
- 1942 : Wrecking Crew : Fred Bunce
- 1942 : Fall In (en) de Kurt Neumann : Sgt. William Ames
- 1942 : The McGuerins from Brooklyn : Eddie Corbett
- 1943 : Tornado : Charlie Boswell
- 1943 : Le Banni (The Outlaw) : Charley
- 1943 : Taxi, Mister : Eddie Corbett
- 1943 : La Vallée infernale (Buckskin Frontier) de Lesley Selander : Brannigan
- 1943 : Prairie Chickens : Albertson (ranch foreman)
- 1943 : Cowboy in Manhattan : Louie
- 1943 : Deux Nigauds dans la neige (Hit The Ice) : Buster - Silky's Henchman
- 1943 : Alaska Highway (en) : Roughhouse
- 1943 : Yanks Ahoy! : Sgt. Ames
- 1943 : Let's Face It : Sergeant Wiggins
- 1943 : Sleepy Lagoon : Lumpy
- 1943 : Le Mystère de Tarzan (Tarzan's Desert Mystery) : Karl Straeder
- 1944 : Moon Over Las Vegas : Joe
- 1944 : Hey, Rookie : Sergeant
- 1944 : South of Dixie : Ernest
- 1944 : Raiders of Ghost City (en) : Idaho Jones
- 1944 : The Singing Sheriff : Squint
- 1945 : High Powered : Spike Kenny
- 1945 : Les Millions de Brewster (Brewster's Millions) d'Allan Dwan : Hacky Smith
- 1945 : Show Boat en furie (The Naughty Nineties) de Jean Yarbrough : Bailey
- 1946 : Gilda : Casey
- 1946 : Une nuit mouvementée (Deadline at Dawn) de Harold Clurman (en) : Babe Dooley
- 1946 : Joe Palooka, champion (Joe Palooka, Champ) : Lefty
- 1946 : The Runaround : Hutchins
- 1946 : Inside Job : Capt. Thomas
- 1946 : G.I. War Brides (en) de George Blair : Sgt. Frank Moraski
- 1947 : Rendez-vous de Noël (Christmas Eve) d'Edwin L. Marin : détective privé Gimlet
- 1947 : Roses Are Red de James Tinling : Wall
- 1947 : Big Town After Dark : Monk
- 1947 : Othello (A Double Life) : Pete Bonner
- 1948 : If You Knew Susie (en) de Gordon Douglas : Zero Zantini
- 1948 : Here Comes Trouble (en) de Fred Guiol : Officier Ames
- 1948 : Half Past Midnight : Lieutenant-détective Joe Nash
- 1948 : Fighting Father Dunne : Steve Davis
- 1948 : Ton heure a sonné de Ray Enright : Frank Yordy
- 1948 : Fighting Back : Sergeant Scudder
- 1948 : Brahma taureau sauvage (The Untamed Breed) : Hoy Keegan
- 1949 : Two Knights from Brooklyn : Eddie Corbett
- 1949 : The Lucky Stiff : Tony
- 1949 : Tucson : Tod Bryant
- 1949 : The Gay Amigo : Sergeant McNulty
- 1949 : Stagecoach Kid : Thatcher
- 1949 : Kazan : Sandz Jepson
- 1949 : Deputy Marshal : Eli Cressett
- 1949 : And Baby Makes Three : officier de police

### Années 1950
- 1950 : The Traveling Saleswoman (en) : Cactus Jack
- 1950 : Blondie's Hero : Sgt. Gateson
- 1950 : Operation Haylift : George Swallow (+ scénariste et producteur)
- 1950 : Curtain Call at Cactus Creek : Jake
- 1950 : L'Engin fantastique (The Flying Missile) : Quartermaster 'Fuss' Payne
- 1951 : The Pride of Maryland
- 1951 : Deux Nigauds chez les barbus (Comin' Round the Mountain) : Kalen McCoy
- 1951 : As You Were (en) : Sgt. Ames
- 1952 : Indian Uprising : Sgt. Maj. Phineas T. Keogh
- 1952 : Duel dans la forêt (Red Skies of Montana) de Joseph M. Newman : Pop Miller
- 1952 : Bas les masques (Deadline - U.S.A.) de Richard Brooks : Whitey Jones
- 1952 : Mr. Walkie Talkie : Sgt. Ames
- 1953 : Le Météore de la nuit (It Came from Outer Space) : Frank Daylon
- 1954 : Taza, fils de Cochise (Taza, Son of Cochise) : Sgt. Hamma
- 1954 : Le Cavalier traqué (Riding Shotgun) : Tom Biggert
- 1954 : Des monstres attaquent la ville (Them!) : Capt. O'Connell
- 1954 : Histoires du siècle dernier (Stories of the Century, série TV) : Butch Cassidy
- 1954 : Les Bolides de l'enfer (Johnny Dark) de George Sherman : Carl Svenson
- 1955 : Rintintin épisode La Ville aux fantômes : Sgt Biff O'Hara
- 1956 : Ma and Pa Kettle (The Kettles in the Ozarks) : Bancroft Baines
- 1956 : L'Ultime Razzia (The Killing) : Mike O'Reilly
- 1957 : The Challenge of Rin Tin Tin : Sgt. 'Biff' O'Hara

### Années 1960
- 1960 : Maisie (TV) : Master Sergeant Blackenhorn
- 1960 : Le Grand Sam (North to Alaska) : Land Commissioner
- 1962 : La Conquête de l'Ouest (How the West Was Won) : Riverboat officer